# Rotfußfalke
Der Rotfußfalke (Falco vespertinus) ist ein kleiner Vertreter der Eigentlichen Falken innerhalb der Familie der Falkenartigen (Falconidae). Bei den dunkel blaugrauen Männchen fällt die rostrote Befiederung der roten Beine besonders auf. Bei den Weibchen kontrastiert das dunkle Obergefieder mit dem orangebraunen Kopf und Untergefieder. Das geschlossene Verbreitungsgebiet der Art reicht von Ungarn ostwärts bis ins Baikalgebiet. Seit den 1960er Jahren gehen die Bestände des Rotfußfalken fast im gesamten Verbreitungsgebiet der Art zurück.

## Beschreibung
Die Oberseite erwachsener Männchen ist dunkel blaugrau. Meist ist dieser Grauton im Kopfbereich, vor allem rund um die Augen noch etwas dunkler. Die Arm- und Handschwingen sind auf der Oberseite heller silbrig-grau, was einen auffälligen Kontrast zu den dunklen Oberflügeldecken ergibt. Auch die Unterseite des Vogels ist schiefergrau mit Ausnahme des Unterbauchs, der Unterschwanzdecken und der Befiederung der Beine („Hosen“), welche satt rotbraun gefärbt sind. Auffallend sind außerdem der eisenoxidrote Augenring und die ebenso gefärbte Wachshaut. Der Schnabel ist blaugrau und wird zur Spitze hin dunkler, die Krallen sind sehr hell, nur ihre Spitzen sind dunkelgrau. Die Beine und Zehen sind lachsrot.
Erwachsene Weibchen unterscheiden sich deutlich von den Männchen. Ihre Oberseite ist heller schiefergrau, oft auch leicht braungrau mit deutlicher, dunkelgrauer Bänderung. Der Schwanz ist etwas heller als das Obergefieder und weist einige dunkle Bänder auf. Das Subterminalband (vergleiche Endbinde) ist fast schwarz und etwas breiter, die Spitzen der Steuerfedern sind schmutzigweiß oder cremefarben. Nacken, Oberkopf und die gesamte Unterseite sind leuchtend bräunlich-orange. Das Bauchgefieder weist eine undeutliche, schwarze Längsstrichelung auf. Die Wangen und die Kehle sind weiß. Auffallend ist die schwarze Augenmaske, die sich in einem kurzen Bartstreif zu den Wangen hin verlängert. Der Augenring und die Wachshaut sind leuchtend orange. Beine und Zehen sind satt orange, die Krallen hell(gelb) mit dunkler Spitze.
Juvenile Rotfußfalken sind feldornithologisch nicht immer leicht zu bestimmen. Ihre Oberseite ist matt dunkelbraun und wirkt etwas geschuppt. Die Schwungfedern sind dunkel, kontrastieren aber nicht sehr deutlich mit dem übrigen Obergefieder. Die Unterseite ist hell, die Färbung variiert zwischen blassorange und blassbraun, die Arm- und Handschwingen sind wie bei erwachsenen Weibchen graubraun mit deutlichen hellen Streifen. Der Schwanz ist deutlich gebändert und weist ein breites, dunkles Subterminalband auf. Kopf und Scheitel sind hellbraun oder bräunlich-orange und deutlich fein längsgestrichelt. Die Augenmaske und der Bart sind braun, Wachshaut und Augenringe gelborange. Die Beine und Zehen sind blassgelb.

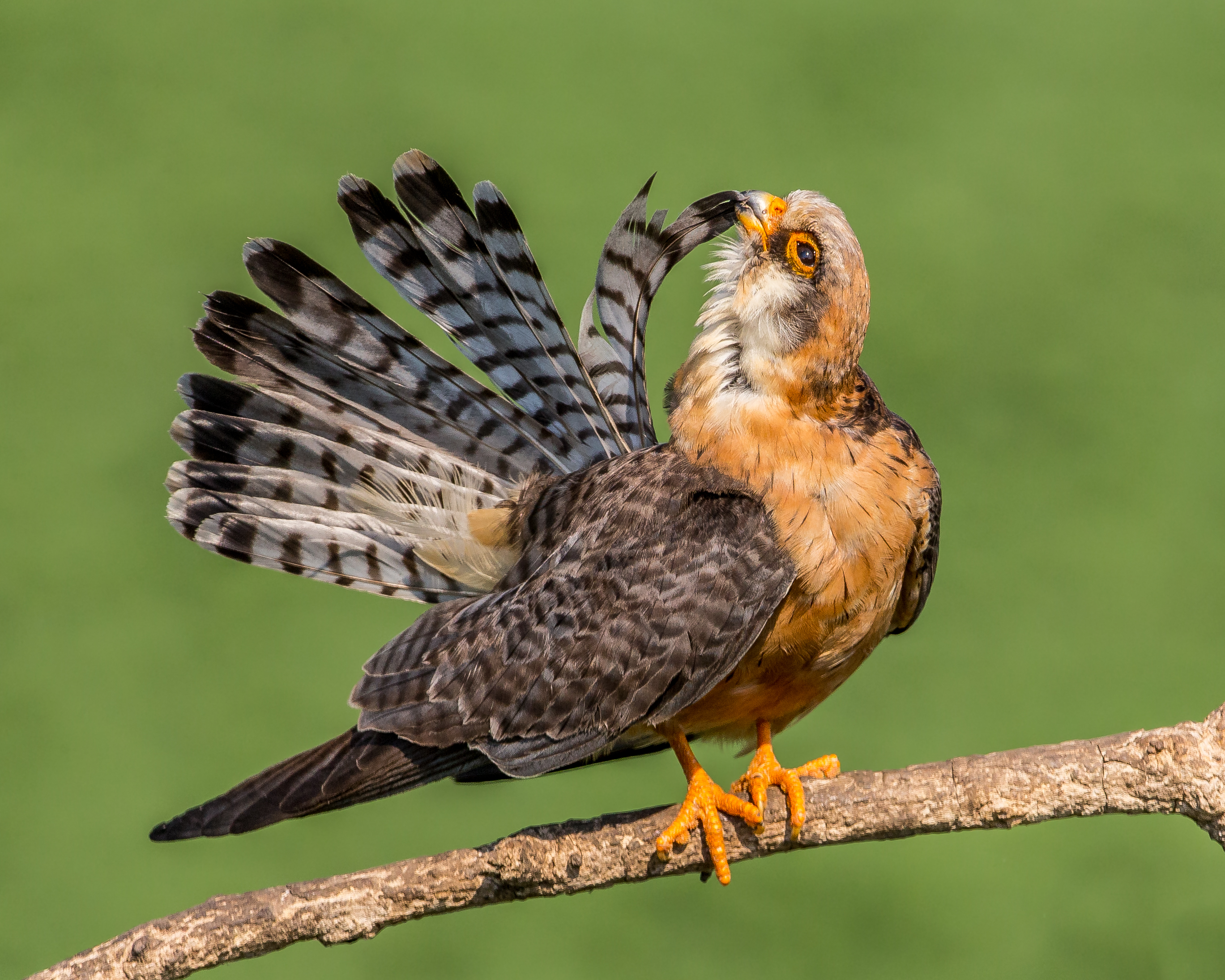
Weiblicher Rotfußfalke

Immature Rotfußfalken (noch nicht ausgefärbte Individuen) sind auch im Freiland meist leicht zu bestimmen, da bei ihnen – individuell allerdings sehr verschieden – die Merkmale des Erwachsenenkleides schon stark ausgebildet sind. In der Untersicht vermitteln sie oft einen uneinheitlichen, scheckigen Eindruck, da das Brust- und Bauchgefieder, die Unterflügeldecken sowie einige (meist die inneren) Handschwingen bereits ins Erwachsenenkleid gemausert sind, die übrigen Handschwingen sowie die meisten Armschwingen aber noch die graubraune, weiß gesprenkelte Färbung des Jugendkleides aufweisen. In der Obersicht gleicht ein Immaturer bereits weitgehend einem erwachsenen Rotfußfalken, nur die äußeren Steuerfedern weisen deutliche weiße Kennzeichen auf. Oft ist auch ein orangebrauner, meist nicht geschlossener Halsring erkennbar. Am Ende des zweiten Lebensjahres wechseln Rotfußfalken in das Erwachsenenkleid.
Der gewandte, schnelle und wendungsreiche Flug des Rotfußfalken wird regelmäßig von kurzen Gleitphasen unterbrochen, bei denen die Flügel sichelförmig nach hinten gestreckt werden. Die Art rüttelt häufig, meist ziemlich bodennah und nicht so ausdauernd wie der Turmfalke. Die Körperposition ist dabei waagrechter als bei Turmfalken. Im Segelflug sind die gestreckten Flügel etwas abgesenkt, der Schwanz ist breit gefächert.

### Maße und Körpermasse
Die Körperlänge liegt zwischen 29 und 31 Zentimetern. Die Spannweite variiert zwischen 60 und 75 Zentimetern. Der Rotfußfalke entspricht in der Größe etwa dem Rötelfalken und ist bei gleicher Spannweite etwas kleiner als ein Turmfalke und deutlich kleiner als ein Baumfalke. Männchen wiegen zwischen 115 und 190 Gramm, Weibchen sind mit 130 bis 197 Gramm etwas schwerer. Insgesamt ist der Geschlechtsdimorphismus in Bezug auf Größe und Gewicht jedoch gering, verglichen mit anderen Greifvögeln.

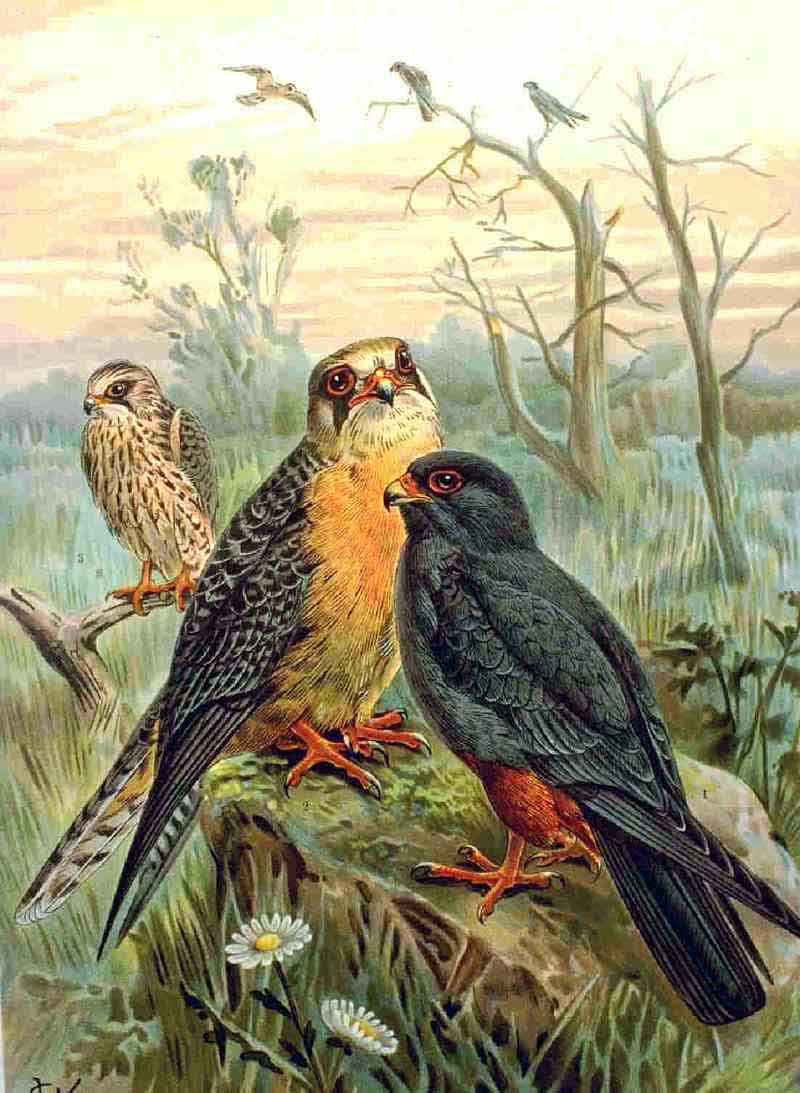
Rotfußfalke (Falco vespertinus), vorn adultes Männchen, in der Mitte adultes Weibchen, hinten juveniler Vogel

### Stimme
Als Koloniebrüter sind Rotfußfalken sehr stimmfreudig. Besonders in der Vorbrutzeit sowie in Rastgesellschaften sind sie ausgesprochen laut. Einzeln brütende Paare sind dagegen akustisch nicht sehr auffällig. Die Rufe ähneln denen des Baumfalken, sind aber höher, weicher und auch langsamer gereiht. Bei steigender Erregung werden die Rufe spitzer und die Intervalle zwischen den Einzelelementen kürzer. In etwa lassen sie sich mit kjiiie-kjiie transkribieren. Entfernt erinnern sie an die Rufe des Wendehalses. Die Rufe des Weibchens sind ähnlich, klingen jedoch etwas kläglich. Bei großer Erregung vibrieren sie eigenartig und klingen dann keckernd. Häufig ist auch ein langgezogenes Lahnen, das wie thschree - triiie - triii klingt, zu hören.

### Verwechslungsmöglichkeiten
Vor allem juvenile Rotfußfalken können leicht mit jungen Baumfalken verwechselt werden. Beim juvenilen Baumfalken sind der Kopf und die Gesichtsmaske dunkel, fast schwarz, die Wachshaut und die Augenringe sind unauffällig blaugrau. Die mittleren Schwanzfedern des Baumfalken sind einfarbig dunkelgrau und weisen keine Bänderung auf. Im Flugbild fallen die größere Spannweite des Baumfalken, die an der Basis breiteren Flügel und der kräftigere, plumper wirkende Flug auf.
Auch Merlinweibchen sind juvenilen Rotfußfalken sehr ähnlich, doch erlauben die deutlich geringere Spannweite des Merlins, sein insgesamt eher dreieckiger Flügelumriss sowie die völlig andere Flugweise meist eine sichere Bestimmung.

## Systematik
F. vespertinus ist nahe mit dem Amurfalken (Falco amurensis) verwandt, dessen Verbreitungsgebiet ostwärts an das des Rotfußfalken anschließt, und bis an den Amur, südostwärts bis Nordkorea reicht. Diese Art ist etwas kleiner als der Rotfußfalke und unterscheidet sich vor allem in der Gefiederfärbung der Weibchen deutlich von diesem. Weibliche Amurfalken haben einen dunkel schiefergrauen Kopf. Die Augenringe und Wachshaut sind ziegelrot. Die Unterseite der Weibchen weist auf nur blass bräunlich orangem Grund eine deutliche schwarze Fleckung auf. Amurfalken fliegen in die gleichen Winterquartiere wie Rotfußfalken. Auf dem Heimzug kommt es gelegentlich in Südeuropa zu Nachweisen dieser Art.
Bis vor einigen Jahren galt der Amurfalke als Unterart des Rotfußfalken (Falco vespertinus amuriensis), er wird heute jedoch als eigenständige Art betrachtet, so dass vom Rotfußfalken keine Unterarten beschrieben werden.

## Verbreitung

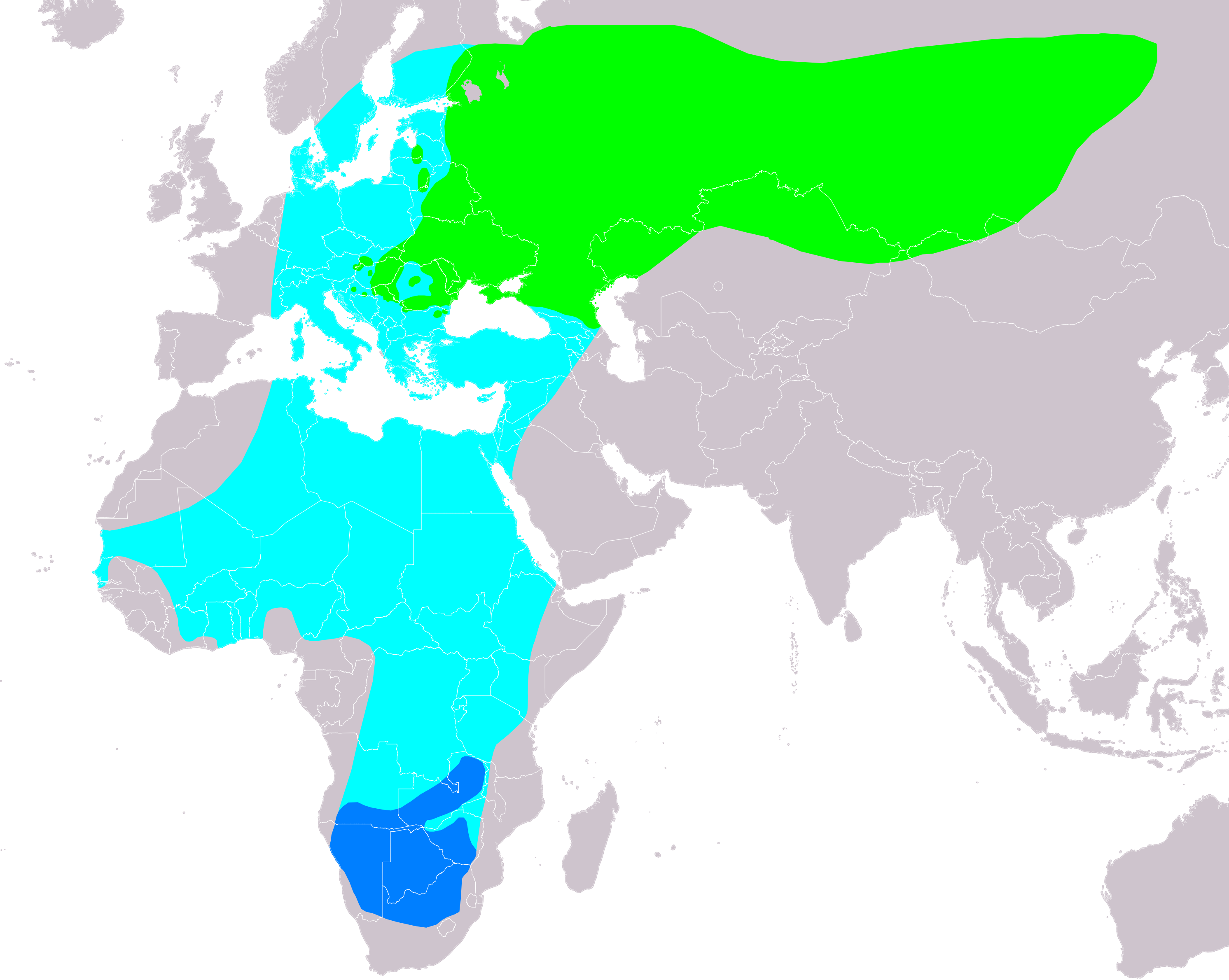
Verbreitung des Rotfußfalken:
Brutgebiete
Migration
Überwinterungsgebiete

Die Schwerpunkte der europäischen Verbreitung liegen in Südrussland sowie in der Ukraine. In größeren Zahlen kommt die Art in Ungarn, Rumänien und Serbien vor. Kleinere Populationen bestehen in Italien, Bulgarien und Moldawien, in Österreich, der Slowakei sowie in Belarus. Unregelmäßig brütet der Rotfußfalke auch in Tschechien und in den baltischen Staaten, gelegentlich auch in Deutschland. In Asien verlaufen die Brutvorkommen in einem relativ schmalen Band etwas südlich der geschlossenen Taiga ostwärts bis zur oberen Lena, wo sie östlich des Baikals das Verbreitungsgebiet der Schwesterart Falco amurensis berühren. Die Nordgrenze schwankt zwischen dem 63° und 58° nördlicher Breite, die Südgrenze etwa um den 45° nördlicher Breite. Sie verläuft zunächst entlang der Nordabdachung des Altai und folgt dann westwärts dem Übergang aufgelockerter Kiefernwälder in die baumlosen Steppengebiete Zentralasiens. Weiter westwärts erreichen die geschlossenen Brutgebiete am Unterlauf der Wolga sowie an der Nordküste des Kaspischen Meeres Europa. Die südlichsten Vorkommen liegen in den Steppengebieten nördlich des Kaukasus und in Südgeorgien. Einige inselartige Brutgebiete befinden sich in der nördlichen Türkei.
Den Winter verbringen sie im südlichen und östlichen Afrika.

## Lebensraum
Der Rotfußfalke ist ein Bewohner weitgehend offener, von Baumgruppen bestandener, oder mit kleinen Wäldchen durchsetzter Landschaften. Neben einem reichlichen Angebot an Großinsekten und Kleinsäugern, ist die Art auf das Vorhandensein von geeigneten Nistmöglichkeiten, insbesondere von alten Saatkrähen- und Elsternestern angewiesen. In seinen Schlüsselverbreitungsgebieten in Zentralasien und Südosteuropa kommt er vor allem in Baumsteppengebieten vor. Er besiedelt jedoch ebenso den Südrand des geschlossenen paläarktischen Nadelwaldgürtels, in besonderer Dichte jene Regionen, in denen der geschlossene Fichtenbestand in einen aufgelockerten Kiefernbestand übergeht. Die Art vermag auch in große, zusammenhängende Waldgebiete vorzudringen, wenn dort durch Stürme, Brände oder Kahlschläge große Lichtungen entstanden sind. In seinen nördlicheren Verbreitungsgebieten brüten Rotfußfalken auch in baumbestandenen Heidelandschaften sowie in Moorgebieten. Ebenso können aufgelockerte Auwälder, seltener auch von Baumreihen begrenztes Kulturland Bruthabitate des Rotfußfalken sein. Dort, wo ausreichend Duldung durch die Menschen besteht, können Rotfußfalken in Siedlungsnähe oder an Siedlungsrändern nisten. Wüstengebiete werden niemals besiedelt, baumlose Steppengebiete nur in Ausnahmefällen, vor allem dann, wenn sich Brutmöglichkeiten an Klippen oder Felseninseln anbieten.
Der Rotfußfalke ist ein Bewohner der Niederungen. In Europa liegen nur wenige Brutplätze über 300 Meter Meereshöhe. In Asien kommt die Art bis 1500 Meter über dem Meeresspiegel vor.
In den Winterquartieren, in denen die Art ein nomadisierendes Leben führt, werden verschiedene Landschaftstypen wie Feuchtsavannen, Trockensavannen, Dorngrassavannen sowie offenes Grasland aufgesucht.

## Nahrung und Nahrungserwerb

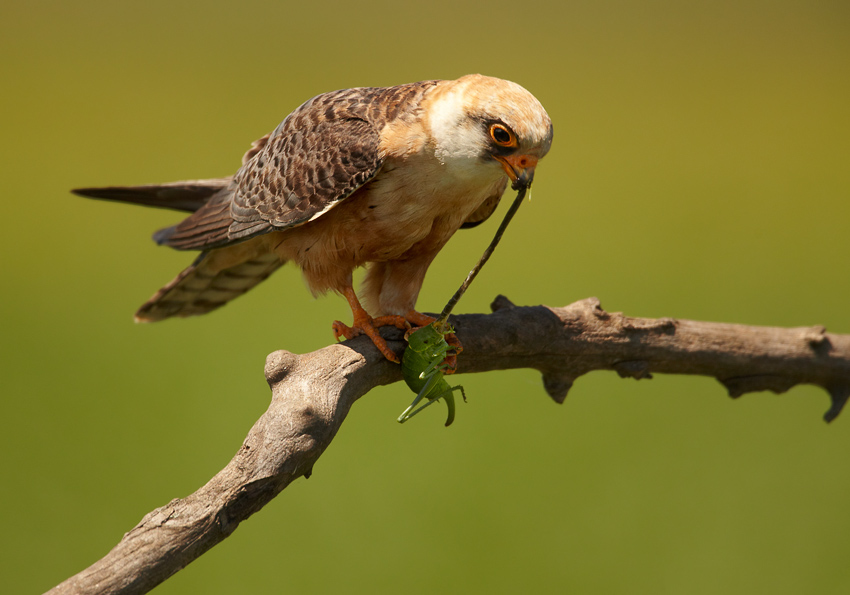
Weibchen mit Beute

Die Nahrungsgrundlage erwachsener Rotfußfalken besteht fast ausschließlich aus Großinsekten und wenigen anderen Wirbellosen. Die Jungen werden jedoch mehrheitlich mit Reptilien, Amphibien und Kleinsäugern gefüttert. Eine besondere Bevorzugung einzelner Arten ist nicht feststellbar. In den Mägen untersuchter Rotfußfalken fanden sich gehäuft solche Spezies, die saisonal häufig vorkommen und leicht zu erbeuten sind. Mengen- und gewichtsmäßig überwiegen relativ große Arten wie Heuschrecken, unter ihnen vor allem Grillen, sowie Käfer, insbesondere Maikäfer, Mistkäfer (zum Beispiel Geotrupes sylvaticus) und Laufkäfer, Libellen und Schmetterlinge (sowohl Larven als auch Imagines). Daneben spielen auch verschiedene Hautflügler, wie Bienen, Wespen sowie Zweiflügler eine gewisse Rolle im Nahrungsspektrum dieser Art. Bei besonderer Nahrungsknappheit werden auch andere Wirbellose wie Spinnen, Schnecken und Regenwürmer gefressen. Im zeitigen Frühjahr, wenn Großinsekten noch nicht in ausreichendem Maße zur Verfügung stehen, sowie während der Jungenaufzucht, schlägt der Rotfußfalke kleine Nagetiere etwa bis zur Größe von Hamstern und jungen Zieseln sowie Spitzmäuse. Auch Kleinvögel und Nestlinge, Reptilien und Amphibien sind in dieser Zeit wichtige Nahrungsbestandteile. Bei Gradationen bestimmter Beutetiere, z. B. der Feldmaus (Microtus arvalis), oder der Knoblauchkröte (Pelobates fuscus), können diese zum fast ausschließlichen Beutetier werden.
Im Winterquartier bilden vor allem Heuschrecken, Zikaden, Termiten und geflügelte Ameisen die Nahrungsgrundlage.
Rotfußfalken sind sowohl Ansitzjäger als auch Suchflugjäger. In der Ansitzjagd beobachten sie von einer meist niedrig gelegenen Warte aus die Umgebung und erbeuten in kurzen Ausfallflügen ihre Beutetiere entweder in der Luft oder am Boden. Im Suchflug werden kleinere Geländeabschnitte in einem langsamen, von Rüttelphasen unterbrochenen Flug abgesucht. Dieser Flug wechselt ständig in der Höhe und erinnert etwas an den Jagdflug der Trauerseeschwalbe (Chlidonias niger). Die Beute wird mit vorgestreckten Fängen ergriffen. Kleinere Beutetiere werden nach Abbeißen des Kopfes im Flug verzehrt, größere zu einem Ansitz getragen und dort gekröpft. Häufig jagen Rotfußfalken auch zu Fuß, wobei sie sich sehr geschickt hüpfend und laufend fortbewegen. Die Jagd erfolgt oft in kleinen Verbänden. Ob in diesen koordinierte Jagdmethoden stattfinden, ist nicht bekannt. Gelegentlich jagen Rotfußfalken anderen kleineren Falken, insbesondere Rötelfalken (Falco naumanni), ihre Beute ab.

## Verhalten
Wenn es das Nahrungsangebot sowie das Vorhandensein von Brutmöglichkeiten erlauben, leben Rotfußfalken sozial, wobei die Gruppengrößen zwischen mehreren Paaren und mehreren hundert Paaren schwanken können. Kolonien mit mehr als 20 Brutpaaren sind jedoch in Europa selten geworden. An den Rändern seines Verbreitungsgebietes im Westen und Norden brütet die Art in der Regel einzeln. Rotfußfalken beanspruchen kein Territorium. Auch innerhalb der Brutkolonie, in der die Nestabstände durch die Weiterbenutzung alter Rabenvogel-Nester vorgegeben sind, ist die Art gegenüber dem Brutnachbarn sehr verträglich. Artfremde Eindringlinge, insbesondere Krähen, werden von den Brutpartnern, die der Aggression am stärksten ausgesetzt sind, energisch vertrieben. Andere Koloniemitglieder beteiligen sich zwar durch lautes Geschrei, nicht aber aktiv an der Auseinandersetzung. Auch außerhalb der Brutzeit sind Rotfußfalken nur sehr selten einzeln anzutreffen. Sie sammeln sich zu großen Zuggemeinschaften und verbringen auch die Zeit im Winterquartier in großen Gruppen. Jagd- und Schlafgesellschaften mit mehr als 1000 Individuen wurden beobachtet.
Wie beim Rötelfalken verläuft das Aktivitätsprofil der Art zweigipfelig. Einer ersten intensiven Jagdphase, die am späteren Morgen beginnt, folgt ein ausgiebiges Ruhe- und Putzintervall, das im Sommer bis etwa 16:00 Uhr dauert. In dieser Zeit ruhen die Koloniemitglieder oder sind mit Gefiederpflege beschäftigt. Selbst sehr leicht erreichbare Beute wird während dieser Stunden meist nicht beachtet. Nur bei knapper Nahrungsverfügbarkeit und während der Brutzeit können die ersten Beuteflüge schon in den frühen Morgenstunden beginnen. Der zweite Aktivitätsgipfel reicht vom späten Nachmittag bis in die späte Dämmerung, in hellen Mondnächten bis in die Nacht. Der Tag endet auch während der Brutzeit mit gemeinschaftlichen, lauten Flugspielen.

### Balz und Paarbildung
Rotfußfalken werden am Ende des ersten Lebensjahres geschlechtsreif, jedoch brüten viele erst im darauf folgenden Jahr. Sie führen eine monogame Brutsaisonehe. Ob Paare bereits ansatzweise verpaart im Brutrevier erscheinen, ist nicht bekannt. Hauptbalz und Paarbildung erfolgen erst im Brutgebiet. Hauptelemente der relativ kurzen Balz sind Schauflüge des Männchens, die jenen des Turmfalken sehr ähnlich sind. Dabei steigt das Männchen auf und umfliegt unter Drehungen und Wendungen das sitzende Weibchen, auf das es immer wieder herunterstößt und es gelegentlich sogar berührt. Das Weibchen duckt sich, sträubt leicht das Rückengefieder und richtet den Schwanz steil auf. Begleitet sind diese Flugspiele von lauten Rufen beider Partner. Gelegentlich landet das Männchen neben dem Weibchen und übergibt Beutetiere. Auch das wiederkehrende zeremonielle Nestzeigen ist ein Element der Balz, das vor allem die Funktion hat, die Nistplatzwahl der Partner zu koordinieren, die oft verschiedene Nester ins Auge gefasst haben. Die Begattungen erfolgen auf dem Nest oder auf einem Zweig und werden zur Eiablage hin in immer kürzeren Intervallen vollzogen.

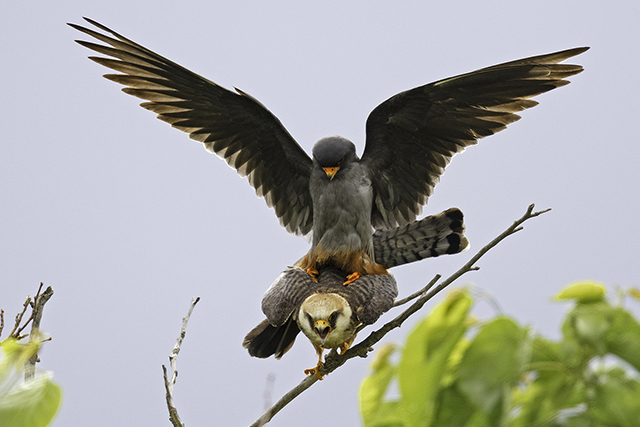
Kopulation

### Gelege und Brut
Gleich nach Ankunft im Brutgebiet – je nach Region von Ende April bis Ende Mai – versuchen die heimkehrenden Falken Nistplätze zu besetzen. Verwendet werden in der Regel alte, nicht mehr benutzte Krähennester. Elster, Aaskrähe, besonders aber die Saatkrähe sind die häufigsten Nestlieferanten. Gelegentlich werden auch Horste von Greifvögeln benutzt. Da die Saatkrähe ausschließlich in Kolonien brütet, ist dem Rotfußfalken das soziale Brüten praktisch vorgegeben. Werden Saatkrähennester benutzt, scheinen die höher gelegenen attraktiver als die niedriger im Gehölz errichteten zu sein. Üblicherweise sind die bezogenen Nester nicht besetzt. Gelegentlich warten Rotfußfalken mit der eigenen Eiablage, bis die Nestlinge des Vorbesitzers ausgeflogen sind. Es wurde aber auch beobachtet, dass Rotfußfalkenpaare noch brütende Saatkrähen und Nebelkrähen angriffen und vom Nest vertrieben. Selten kommt es zu Bruten auf Felsklippen oder in Halbhöhlen. Gelegentlich wurden auch Bodenbruten festgestellt.

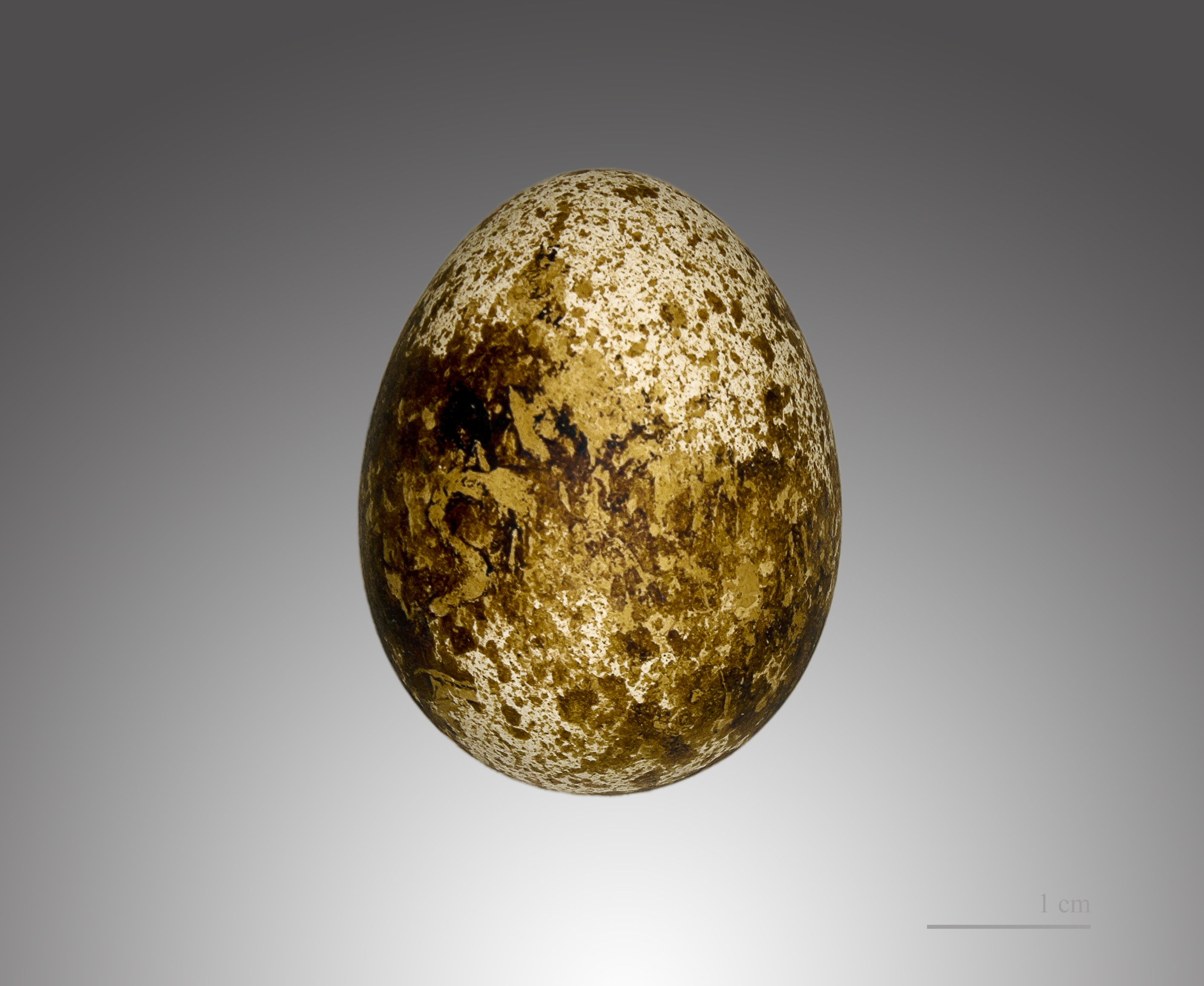
Falco vespertinus

Das Gelege besteht aus drei bis vier auf hellem Grund dicht rotbraun gesprenkelten, eher stumpfovalen Eiern mit Mittelmaßen von 37 × 29 Millimetern. Das Eigewicht beträgt im Durchschnitt 21 Gramm. Die Eier ähneln in Größe und Aussehen denen des Turmfalken, sind aber geringfügig kleiner und etwas heller. Große Gelege mit sechs Eiern wurden ebenso festgestellt wie solche mit nur einem Ei. Ob bei Gelegeverlust Nachgelege vorkommen, ist unbekannt. Die Eiablage beginnt zwei bis drei Wochen nach Ankunft im Brutgebiet, im südöstlichen Mitteleuropa etwa Mitte Mai. Die spätesten Ankunftsdaten stammen aus dem nordöstlichen Sibirien, wo die Bestände erst in der zweiten Junidekade eintreffen.
Das Gelege wird von beiden Partnern meist nach Ablage des zweiten Eies bebrütet. Auch das Männchen entwickelt in dieser Zeit einen Brutfleck. Über die exakte Brutzeitdauer herrscht Unklarheit. Ältere Angaben von nur 22–25 Tagen werden heute meist als zu kurze Ausnahmebeobachtungen eingestuft. Die durchschnittliche Brutdauer dürfte bei 27–28 Tagen liegen. Auch zur Nestlingsdauer liegen nur wenige Daten vor, die meisten Autoren geben sie mit 26–28 Tagen an. In den ersten beiden Wochen werden die Küken vom Weibchen gehudert und beschattet, welches die vom Männchen herbeigebrachte Nahrung zerteilt. Danach beteiligt sich auch das Weibchen an der Nahrungssuche. Nach dem Ausfliegen werden die Jungen sehr schnell selbständig und können schon nach zwei Wochen Beute schlagen. Der Familienverband löst sich daraufhin auf.

### Wanderungen
Rotfußfalken sind obligate Langstreckenzieher, was bedeutet, dass sie auch unabhängig von klimatischen Ereignissen stets den Zug vollführen. Alle Populationen verbringen den paläarktischen Winter im südost- beziehungsweise südafrikanischen Winterquartier. Auch die Vögel der ostasiatischen Brutgebiete ziehen in diese Gebiete und legen dabei Gesamtstrecken weit über 20.000 Kilometer zurück. Sehr selten wurden Überwinterungen auf der Krim, in Makedonien sowie in der Türkei festgestellt. Vor dem Wegflug Ende August bis Mitte September versammeln sich in den Brutgebieten umfangreiche Zuggesellschaften. Die Art wandert meist bei Tag und in großen Höhen, oft gemeinsam mit anderen kleineren Falken. Die Ostpopulationen fliegen zuerst nach Westen und schwenken im Bereich des Ostufers des Schwarzen Meeres beziehungsweise des östlichen Mittelmeeres nach Süden. Zuweilen erfolgt dieser anfängliche Westzug noch weiter nördlich, so dass es zu herbstlichen Einflügen von Rotfußfalken in Südschweden und Norddeutschland kommt. Die osteuropäischen Brutvögel ziehen sofort in südöstliche Richtungen. Ihre Überwinterungsgebiete in Angola, Sambia, Namibia, Botswana, Simbabwe und der Republik Südafrika erreichen sie etwa Mitte November und verweilen dort bis Ende Februar. Der Heimzug verläuft viel weiter westlich, so dass das Mittelmeer in breiter Front häufig in seinen westlichen und zentralen Bereichen überflogen wird (Schleifenzug). Besondere Witterungsbedingungen führen die Art regelmäßig auf dem Heimzug nach Mitteleuropa, gelegentlich auch bis Norddeutschland, Großbritannien und in die Niederlande. So wurden 1992 in den Niederlanden über 1500 durchziehende Rotfußfalken gezählt.

## Bestand und Bedrohung
Wie bei anderen Großinsektenjägern verläuft die Bestandsentwicklung des Rotfußfalken seit den 1960er Jahren negativ, in einigen Regionen wie Ungarn sogar stark negativ. In Ungarn brüteten 1998 noch über 2000 Paare, 2002 wurde der Bestand mit maximal 1000 Brutpaaren beziffert. Besonders negativ erweist sich der Umstand, dass große Brutkolonien weitgehend verschwunden sind, die Produktivität aber in solchen bedeutend größer ist als in kleineren Kolonien oder bei Einzelbrütern. Diese Entwicklung lässt einen weiteren Rückgang der Bestände in der näheren Zukunft befürchten. Neben Biotopzerstörung und direkter Verfolgung wirkt sich vor allem der großflächige Einsatz von Bioziden negativ auf die Bestände aus. Heute scheinen diese vor allem unter der Bekämpfung der Heuschrecken in den Überwinterungsgebieten zu leiden. Auch die Verfolgung von Saatkrähe und Elster, den wichtigsten Horstlieferanten, reduzierte die Vorkommen der Art.
Neuere Untersuchungen gehen von etwa 32.000 Brutpaaren in Europa aus, den Weltbestand beziffert Ferguson-Lees und Christie mit mindestens 100.000 Brutpaaren. Da viele Gebiete Asiens mit geeigneten Biotopen ornithologisch nicht untersucht sind, könnte der tatsächliche Weltbestand bedeutend höher liegen. Laut IUCN gilt der Rotfußfalke als near threatened, er steht also knapp vor einer Gefährdung. Birdlife Europe stuft die Bestände – hauptsächlich wegen der signifikanten Rückgänge in der Ukraine und im europäischen Teil Russlands mit vulnerable (gefährdet) ein, doch sind in diese Bewertung die erst kürzlich hochgerechneten gesamtukrainischen Bestände nicht mit eingeflossen.
Es können jedoch auch positive Entwicklungen verzeichnet werden. In Ostösterreich und in der Westslowakei, wo die Art gegen Ende der 1980er Jahre nicht mehr brütete, kommt der Rotfußfalke wieder regelmäßig als Brutvogel vor. 1995 wurden im Raum Parma die ersten Bruten in Italien festgestellt. Heute brüten vor allem in der Provinz Ferrara bis zu 70 Paare.

## Namensherleitung
Der Gewohnheit des Rotfußfalken, bis in die späte Dämmerung zu jagen, trägt der wissenschaftliche Name Rechnung: lat. vespertinus lässt sich mit Der Abendliche übersetzen. Auch im Dänischen (Aftenfalk) und im Schwedischen (Aftonfalk) war diese Eigenschaft namensgebend. Auf Italienisch heißt die Art Falco cuculo, was auf eine gewisse Ähnlichkeit juveniler Rotfußfalken mit einem Kuckuck (Cuculus canorus) hinweist. In vielen anderen Sprachen sind die auffälligen roten Beine der Männchen dieser Art für den Namen verantwortlich wie beispielsweise Cernícalo de patas rojas im Spanischen, was übersetzt Falke mit roten Beinen bedeutet.